# Lommelpolynom
Lommelpolynomen Rm,ν(z), introducerade av Eugen von Lommel (1871), är en serie  polynom i 1/z som definieras av att
{\displaystyle J_{m+\nu }(z)=J_{\nu }(z)R_{m,\nu }(z)-J_{\nu -1}(z)R_{m-1,\nu +1}(z)}
där Jν(z) är Besselfunktionen av första slaget.
En explicit formel är
{\displaystyle R_{m,\nu }(z)=\sum _{n=0}^{[m/2]}{\frac {(-1)^{m}(m-n)!\,\Gamma (\nu +m-n)}{n!\,(m-2n)!\,\Gamma (\nu +n)}}(z/2)^{2n-m}.}
Notera att exponenten på {\displaystyle z/2} aldrig är positiv. Eftersom skillnaden i argument mellan de två Gammafunktionerna är ett heltal så kan deras kvot alternativt uttryckas med en fallande fakultet; koefficienterna i Lommelpolynomen är även polynom i {\displaystyle \nu }.